# Шацкий, Александр Сергеевич
Александр Сергеевич Шацкий (23 августа 1920 — 1 февраля 2013) — генерал-майор авиации, ас, заслуженный военный летчик СССР.

## Биография
Окончил 2-ю военную авиационную школу имени В. П. Чкалова.
В ноябре 1939 года назначен летчиком 161-й отдельной истребительной авиационной эскадрильи. В мае 1940 года назначен летчиком 3-й эскадрильи 35-го истребительного авиационного полка.
С началом Великой Отечественной войных младший лейтенант Шацкий на истребителе И-153 участвовал в прикрытии портов Батум и Поти с воздуха.
В июле-августе 1942 года в составе 1-й эскадрильи 926-го истребительного полка ПВО участвовал в прикрытии железнодорожных станций Абганерово и Иловля и поселка Райгород с воздуха. 23 августа 1942 года ударом немецкой танковой колонны был уничтожен аэродром базирования полка, была потеряна почти вся техника. Полк был выведен на формирование, а младший лейтенант Шацкий переведен в 629-й истребительный авиационный полк на должность командира звена.
Во время обороны Сталинграда младший лейтенант Шацкий совершил 39 боевых вылетов на истребителе И-153 и в 24 воздушных боях сбил лично сбил 3 истребителя Me-109 и 2 бомбардировщика Ю-87 и в группе ещё 5 самолётов противника и «за образцовое выполнение заданий командования на фронте борьбы с немецкими захватчиками и проявленные при этом доблесть и мужество» награжден орденом Отечественной войны I степени.
В октябре 1942 года — марте 1943 года лейтенант Шацкий совершил 19 боевых вылетов на истребителе Харрикейн на прикрытие тыловых железнодорожных станций Джаныбек, Эльтон, Баскунчак, Сайхин от налётов вражеской авиации. 8 октября в районе станции Эльтон на истребителе И-153 в одиночку атаковал девятку бомбардировщиков He-111 и пулеметным огнем повредил один из них.
В марте 1943 года гвардии лейтенант Шацкий в составе 38-го гвардейского истребительного полка прикрывал с воздуха железнодорожные станции Тацинская, Белая Калитва, Ермаковская.
В конце апреля 1943 года старший лейтенант Шацкий был назначен заместителем командира эскадрильи 83-го гвардейского истребительного авиационного полка 2-й гвардейской истребительной авиационной дивизии. В составе полка осваивал новый американский истребитель Киттихаук.
В октябре 1943 года гвардии старший лейтенант Шацкий был назначен командиром 1-й эскадрильи 83-го гвардейского истребительного авиационного полка и с декабря 1943 года по февраль 1944 года участвовал в прикрытии важных объектов в Ростовской зоне ПВО.
В феврале — марте 1944 года летчики эскадрильи под командованием старшего лейтенанта Шацкого совершили 160 боевых вылетов на прикрытие Керченского пролива и наземных войск на Керченском полуострове и в 6 воздушных боях сбили 2 самолета противника. Командир эскадрильи совершил 30 боевых вылетов, участвовал в 3 воздушных боях и «за образцовое выполнение заданий командования на фронте борьбы с немецкими захватчиками и проявленные при этом доблесть и мужество» был награжден орденом Красного Знамени.
Во время проведения Крымской наступательной операции в составе 83-го гвардейского истребительного авиационного полка осуществлял прикрытие коммуникаций и баз снабжения действующей армии, а после освобождения Крыма участвовал в воздушном прикрытии Одессы от налётов вражеской авиации и 7 июля 1944 года в паре сбил немецкий разведчик Fw 189.
31 августа 1944 года присвоено звание гвардии капитана. С августа 1944 года 83-й гвардейский истребительный авиационный полк ПВО обеспечивал воздушное прикрытие Бухареста и тыловых районов Румынии. В одном из вылетов четверка истребителей Киттихаук под командованием гвардии капитана Шацкого сбила бомбардировщик He-111 королевских ВВС Румынии.
Всего за время войны гвардии капитан Шацкий совершил 221 боевой вылет и в 42 воздушных боях сбил лично 5 и в составе группы 7 самолетов противника.
В марта 1946 года назначен командиром 1-й эскадрильи 266-го истребительного авиационного полка 121-й истребительной авиационной дивизии. Пилотировал истребители Аэрокобра, Ла-5, Ла-7, Ла-9, Ла-11.
В ноябре 1951 года — марте 1953 года майор Шацкий командовал эскадрильей 785-го истребительного авиационного полка 36-й истребительной авиационной дивизии 62-го истребительного авиационного корпуса 42-й воздушной армии ПВО Бакинского района ПВО. Осваивал реактивные истребители МиГ-15.
В марте — декабре 1953 года служил в должности заместителя командира 693-го учебно-тренировочного авиационного полка расположенного в городе Кизыл-Арват.
В декабре 1953 года подполковник Шацкий был назначен командиром 66-го истребительного авиационного полка 238-й истребительной авиационной дивизии 72-го гвардейского истребительного авиационного корпуса 42-й воздушной армии Бакинского района ПВО. Присвоена квалификаци военного летчика 1-го класса. Руководил переоснащением полка на новые истребители МиГ-17 и апреле 1954 года за отличие в освоении новой военной техники был награжден орденом Красной Звезды.
В ноябре 1956 года назначен временно исполняющим обязанности заместителя командира 238-й истребительной авиационной дивизии. В феврале 1957 года утвержден в должности. Освоил сверхзвуковой истребитель Су-9. 16 октября 1957 года за выполнение полетов в сложных метеорологических условиях был награжден вторым орденом Красной Звезды.
В 1958—1963 годах полковник Шацкий командовал 18-м учебным центром боевого применения лётчиков ПВО.
В 1963—1966 годах служил в должности заместителя командующего авиацией Бакинского округа ПВО. В 1966—1968 годах генерал-майор авиации Шацкий служил начальником авиации — заместителем по авиации командующего 2-й отдельной армии ПВО.
С 1968 года в отставке.